# NGC 7133
NGC 7133 est une entrée du New General Catalogue qui concerne un corps céleste perdu ou inexistant, dans la constellation de Céphée. Cet objet a été enregistré par l'astronome français Guillaume Bigourdan le 18 septembre 1884.